# ایلمارینن

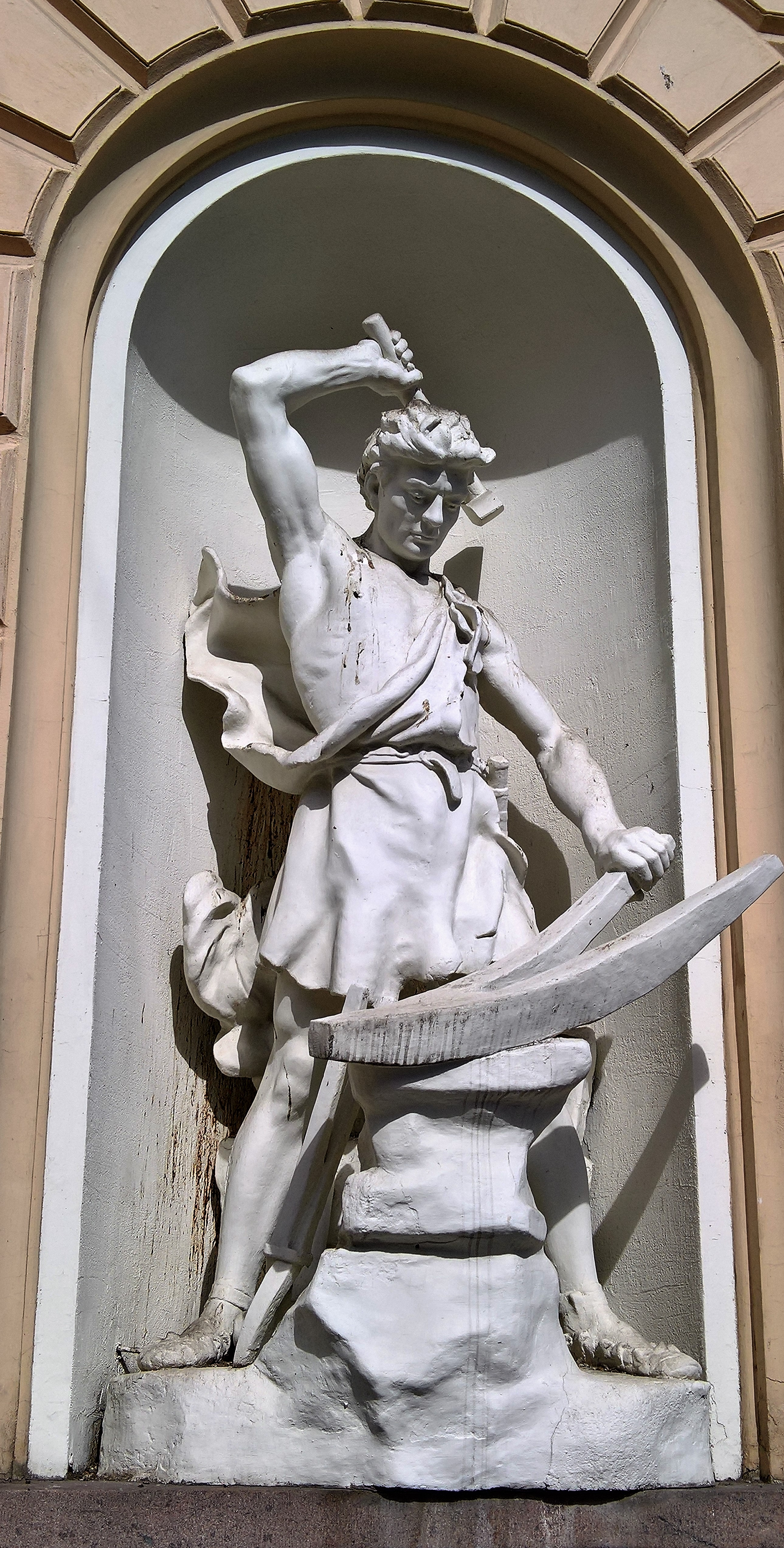
تندیس ایلمارینن در خانه قدیم دانشجویی، هلسینکی. اثر روبرت اشتیگل. ۱۸۸۸.

ایلمارینن (انگلیسی: Ilmarinen) که همچنین با نام‌های ایلماری و takoja iänikuinen یا «آهنگر ابدی» شناخته می‌شود)، یک آهنگر و مخترع در کالوالا، یک خدا و نمونه اولیه صنعتگران در اسطوره‌شناسی فنلاندی است. او نامیرا و قادر به خلق تقریباً هر چیزی است، اما به عنوان بدشانس در عشق به تصویر کشیده شده است. او به عنوان کسی که با فلزات شناخته‌شده زمان خود، از جمله برنج، مس، آهن، طلا و نقره کار می‌کرد، توصیف شده است. آثار بزرگ ایلمارینن شامل ساخت گنبد آسمان و آهنگری (سامپو، Sampo) است. لقب معمول او در کالوالا seppä یا seppo ("آهنگر") است، که ریشه نام کوچک افراد یعنی سپو (Seppo) است.

## ریشه‌شناسی نام و منشأ
واژه‌های هم‌ریشه با کلمه فنلاندی ilma ('هوا') تقریباً در تمام زبان‌های فینو-اوگری اصلی به جز زبان ماری و زبان‌های موردوویایی یافت می‌شود که امکان بازسازی شکل فینو-اوگری اولیه آن یعنی *ilma را با معنایی مانند 'آسمان' فراهم می‌کند. این اسم همچنین به عنوان نام یک ایزد در زبان خانتی (Num-Iləm)، زبان کومی (Jen)، زبان اودمورت (Inmar) و زبان‌های فینی یافت می‌شود، که نشان می‌دهد فینو-اوگری اولیه نیز یک ایزد آسمان داشته است که به خلق آسمان معروف بوده و *Ilma نامیده می‌شده است. در نیا-فینی، پسوند -r(i)'، که برای تشکیل کلمات برای افراد مرتبط با کلمه ریشه استفاده می‌شود، به *ilma اضافه شد تا نام خدای *Ilmar(i) ('موجود آسمانی') را ایجاد کند؛ موارد نادر تأیید اشکال مشابه مانند زبان اودمورت Ilmar و زبان‌های سامی (اورالی) Ilmaris به نظر می‌رسد وام‌واژه‌هایی از فینی باشند.) در شعر وزن شعر کالوالا، پسوند مصغر -nen امکان تشکیل نام Ilmarinen را فراهم کرد، که برای اوزان شعری مناسب بود و بنابراین به شکل غالب این نام در آن سنت تبدیل شد.
اعتقاد بر این است که ایلماری (نن) ویژگی‌های یک آهنگر را از طریق تماس فینی‌های اولیه با فرهنگ‌های آهنگری مانند گویشوران زبان‌های هندواروپایی بالت‌ها یا گویشوران زبان نیاژرمنی به دست آورده است.
همچنین در چندین رونه (rune به معنی شعر) التماس برای کمک به ایلمارینن به‌طور مستقیم اشاره شده است. تا آنجا که الیاس لونروت رونه‌های اصلی جمع‌آوری شده توسط خود و دیگران را ویرایش زیادی کرده است، تمایز بین کالوالا و اشعار اصلی خوانده شده توسط رونه‌خوانان ارزشمند است.

نام‌های دیگر ایلمارینن که در انواع رونه یافت می‌شوند عبارتند از Ilmorinen و Ilmollini.

## داستان‌هایی دربارهٔ ایلمارینن

### آهنگری سامپو

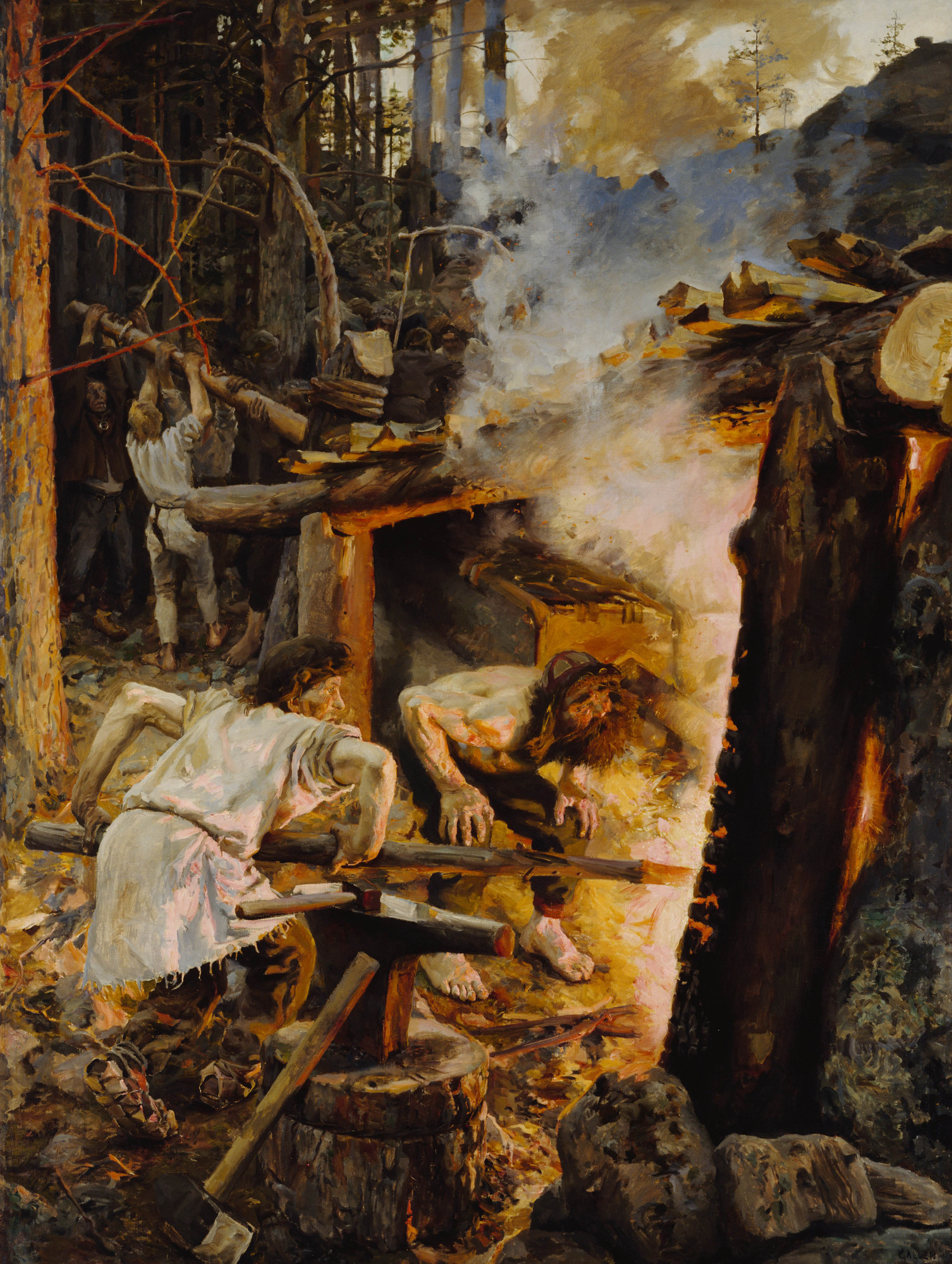
ساخت سامپو. اثر آکسلی گالن-کاللا، ۱۸۹۳

#### از کالوالا
هنگامی که حکیم پیر، وینه‌موینن، در جستجوی همسر به سفرهای طولانی می‌رفت، توسط بانوی پیر پوهیولا، سرزمین شمال، اسیر شد. در ازای بازگشت ایمن او از سرزمین پاهیولا به کشور مادری‌اش، جادوگر لوئوهی  از پاهیولا می‌خواست که سامپو، یک مصنوع جادویی، ساخته شود. وینه‌موینن پاسخ داد که نمی‌تواند آن را برای او بسازد، اما ایلمارینن می‌تواند، و قول داد که آهنگر بزرگ را به پوهیولا بفرستد تا دقیقاً همین کار را انجام دهد. در ازای این دستگاه شگفت‌انگیز، لوئوهی همچنین دست دخترش را به ازدواج ایلمارینن می‌داد.
در بازگشت به خانه، وینه‌موینن تلاش می‌کند با داستان‌هایی از زیبایی دوشیزه، ایلمارینن را مجذوب کند و او را به پاهیولا بکشاند. با این حال، ایلمارینن متوجه حیله می‌شود و امتناع می‌کند. وینه‌موینن که نمی‌خواهد شکست بخورد، آهنگر را فریب می‌دهد تا با تلاش برای پایین آوردن نور مهتاب که بر شاخه‌ها می‌تابد، از درخت صنوبر بالا برود. وینه‌موینن با سرود جادویی خود، طوفانی را ایجاد می‌کند و ایلمارینن را به پوهیولا می‌برد.
در آنجا، لوئوهی، پیرزن بی‌دندان، و دخترش، دوشیزه پوهیولا، به سراغ ایلمارینن می‌آیند و او پس از دیدن زیبایی دوشیزه، رضایت می‌دهد که سامپو را بسازد. او به مدت سه روز به دنبال مکانی برای ساختن یک کوره بزرگ می‌گشت. او فلزات را در آن کوره قرار داد و با کمک بردگان پوهیولا شروع به کار کرد و آتش جادویی را روشن نگه داشت.
در روز اول، ایلمارینن به شعله‌ها نگاه کرد و دید که فلز به شکل یک کمان پولادی با قوسی طلایی، یک میله مسی و نوک‌های نقره‌ای درآمده است. اما کمان روح شیطانی داشت و هر روز قربانی جدیدی می‌خواست، بنابراین ایلمارینن آن را شکست و تکه‌ها را به آتش انداخت.
در روز دوم، یک کشتی فلزی از آتش بیرون آمد، با دنده‌های طلا و پاروهای مسی. اگرچه دیدن آن زیبا بود، اما در دلش شر بود، زیرا بیش از حد مشتاق بود که به سمت جنگ بشتابد، بنابراین، ایلمارینن قایق جادویی را شکست و تکه‌ها را دوباره به آتش انداخت.
در روز سوم، یک گاو فلزی پدیدار شد، با شاخ‌های طلایی و خورشید و ستارگان بر پیشانی‌اش. اما افسوس که بدخلق بود، بنابراین تلیسه جادویی تکه‌تکه شد و ذوب شد.
در روز چهارم، یک گاوآهن طلایی از کوره بیرون کشیده می‌شود، با یک خیش طلایی، یک تیر مسی و دسته‌های نقره‌ای. اما این هم ناقص است، مزارع کاشته شده را شخم می‌زند و چمنزارها را شیار می‌کند. ایلمارینن در ناامیدی، بار دیگر خود را نابود می‌کند.
ایلمارینن از عدم موفقیت خود خشمگین می‌شود و چهار باد را برای شعله‌ور کردن آتش احضار می‌کند. بادها سه روز می‌وزند تا اینکه سرانجام، سامپو متولد می‌شود و به شکل یک آسیاب جادویی در می‌آید که غلات، نمک و طلا تولید می‌کند. ایلمارینن که در نهایت از خود خشنود است، آن را به لوئوهی تقدیم می‌کند، که فوراً آن را در یک طاق در اعماق زمین قفل می‌کند.
ایلمارینن در بازگشت پیروزمندانه به سوی دوشیزه پاهیولا، از او می‌خواهد که همسرش شود. در کمال ناامیدی، او از ترک سرزمین مادری خود امتناع می‌کند و او را مجبور می‌کند که تنها و افسرده به خانه بازگردد.

#### از انواع رونه‌های اصلی
انواع رونه‌های (چکامه‌های) اصلی که توسط لونروت در تدوین کالوالا استفاده شده است، تصویر متفاوتی از ایلمارینن ارائه می‌دهند. به عنوان مثال، در یک نوع از The Sampo (Kuusi, Bosley & Branch 1977, rune 12)، ایلمارینن با میل خود به پوهیولا می‌رود تا سامپو را بسازد، نه به این دلیل که توسط وایناموئینن فریب خورده است، بلکه برای نجات وایناموئینن از مرگ. علاوه بر این، همان رونه، ایلمارینن را به عنوان کسی که با موفقیت با دوشیزه شمال به خانه بازمی‌گردد، به تصویر می‌کشد.
به تصویر کشیدن ایلمارینن به عنوان «بدشانس در عشق» در کالوالا عمدتاً به دلیل انتخاب‌های خود لونروت در هنگام بازبینی و تدوین رونه‌های اصلی برای تشکیل یک روایت منسجم است. در مثالی دیگر از یک rune اصلی با عنوان Kosinta (خواستگاری)، (Kuusi, Bosley & Branch 1977, rune 17) ایلمارینن سفری را برای رقابت برای دختر Hiisi آغاز می‌کند. او دوباره پس از تکمیل وظایف شخم زدن مزرعه‌ای از افعی‌ها، آوردن خرس توئونی و آوردن نیزه Tuoni، در به دست آوردن همسرش موفق می‌شود.

### عروس طلایی ایلمارینن

#### از کالوالا
پس از از دست دادن همسر اولش در اثر نفرین کولروو، ایلمارینن دلسرد سعی می‌کند همسر جدیدی از طلا و نقره بسازد، اما متوجه می‌شود که همسر طلایی سخت و سرد است. او که مأیوس شده است، سعی می‌کند او را به جای خودش به برادرش وایناموئینن شوهر دهد، اما حکیم پیر او را رد می‌کند و می‌گوید که همسر طلایی باید به کوره بازگردانده شود و به ایلمارینن می‌گوید که «از او هزار زینت بسازد». او با صحبت با همه مردم خود، اضافه می‌کند:

"هرگز، ای جوانان، هر چقدر هم که بدبخت باشید،
نه در آینده، ای قهرمانان بالغ،
چه دارایی‌های زیادی داشته باشید،
یا در دارایی‌های خود فقیر باشید،
در طول عمرتان،
در حالی که ماه طلایی می‌درخشد،
آیا شما یک زن طلایی را خواستگاری می‌کنید،
یا خود را برای نقره ناراحت می‌کنید،
زیرا درخشش طلا یخ می‌زند،
فقط یخبندان توسط نقره دمیده می‌شود."

داستان همسر طلایی را می‌توان به عنوان یک داستان هشداردهنده بر اساس مضمون «پول نمی‌تواند خوشبختی بخرد» دید. برای یک خواننده معاصر، شباهتی نیز به ماهیت غرورآمیز افسانه گولم، یا به فرانکنشتاین وجود دارد، به این معنا که حتی ماهرترین انسان‌ها نمی‌توانند هنگام خلق زندگی با کمال الهی رقابت کنند.

#### از انواع رونه‌های اصلی
در نمونه دیگری از مجوز ویرایشی لونروت، داستان‌های کولروو در اصل به عنوان یک سری مستقل از رونه‌ها وجود داشت. لونروت در تلاش خود برای ایجاد یک روایت همگن، کولروو را به عنوان برده ایلمارینن معرفی کرد تا کولروو را در رشته‌داستان‌های سامپو از رونه‌ها وارد کند. با این حال، برخی از محققان متقاعد شده‌اند که عروس طلایی در اصل یک رونه مستقل بوده که در نهایت به چرخه Sampo اضافه شده است. علاوه بر این، انواع مستقلی از rune Kultamorsian (عروس طلایی) جمع‌آوری شده است. به نظر ماتی کوسی، هشداری که در بالا بازتولید شده است، یک عنصر ثانویه است که احتمالاً در دوره مسیحیت اضافه شده است. runeهای اصلی به جای اینکه به عنوان یک داستان هشدار دهنده عمل کنند، احتمالاً اسطوره گسترده یک زن طلایی را که در سراسر اوراسیا قطبی یافت می‌شود، بیان می‌کردند.

## در فرهنگ عامه
- تصویری از ایلمارینن و به تصویر کشیدن داستان‌های برگزیده از کالوالا را می‌توان در فیلم Sampo (film) محصول ۱۹۵۹ یافت.
- گروه متال فنلاندی آمورفیس نهمین آلبوم خود را در سال ۲۰۰۹ با نام آسمان‌ساز منتشر کرد که یک آلبوم مفهومی بر اساس داستان‌ها و افسانه‌های ایلمارینن است.
- گروه Turisas آهنگی به نام "Cursed Be Iron" دربارهٔ آهنگر مذکور ضبط کرد و او در آهنگ "Rauta" توسط کورپیکلانی ذکر شده است.
- در سه‌گانه The Winter of the World اثر مایکل اسکات روهن، ایلمارینن قدرت خدایی است که توسط duergar مورد احترام است، که می‌گویند او کوه‌هایی را که در آن زندگی می‌کنند ساخته است. یکی دیگر از قدرت‌ها، Raven مانند Odin، از ایلمارینن، "بزرگترین قدرت‌های بزرگ"، صحبت می‌کند که به او آموخته است.[۱۸]
- ایلمارینن در کامیک Dawn: Return of the Goddess اثر Joseph Michael Linsner ظاهر می‌شود، زمانی که شخصیت اصلی به دنبال او می‌گردد تا شمشیری برای او بسازد.
- ایلمارینن به عنوان Ilmari Heikkinen Wonder-smith در مجموعه 500 Kingdoms Series اثر Mercedes Lackey در ادای احترام به Sámi (در میان سایر اسطوره‌شناسی اسکاندیناوی و اسطوره‌ها و افسانه‌های اروپای شمالی)، The Snow Queen (2008) ظاهر می‌شود.